# Campionati europei di canoa/kayak sprint 2011
I Campionati europei di canoa/kayak sprint 2011 sono stati la 23ª edizione della manifestazione. Si sono svolti a Belgrado, in Serbia, dal 17 al 19 giugno 2011.

## Medagliere
| Pos.   | Paese       | Oro | Argento | Bronzo | Totale |
| ------ | ----------- | --- | ------- | ------ | ------ |
| 1      | Ungheria    | 6   | 2       | 2      | 10     |
| 2      | Bielorussia | 4   | 5       | 3      | 12     |
| 3      | Germania    | 4   | 4       | 1      | 9      |
| 4      | Russia      | 4   | 1       | 3      | 8      |
| 5      | Azerbaigian | 2   | 1       | 0      | 3      |
| 6      | Polonia     | 1   | 2       | 3      | 6      |
| 7      | Romania     | 1   | 1       | 2      | 4      |
| 8      | Regno Unito | 1   | 1       | 1      | 3      |
| 9      | Portogallo  | 1   | 0       | 3      | 4      |
| 10     | Lituania    | 1   | 0       | 0      | 1      |
| 11     | Spagna      | 0   | 3       | 1      | 4      |
| 12     | Ucraina     | 0   | 1       | 2      | 3      |
| 13     | Svezia      | 0   | 1       | 1      | 2      |
| 14     | Norvegia    | 0   | 1       | 0      | 1      |
| 14     | Serbia      | 0   | 1       | 0      | 1      |
| 14     | Slovacchia  | 0   | 1       | 0      | 1      |
| 17     | Danimarca   | 0   | 0       | 2      | 2      |
| 17     | Rep. Ceca   | 0   | 0       | 1      | 1      |
| Totale | Totale      | 25  | 25      | 25     | 75     |

## Podi

### Uomini
| Evento    | Oro                                                                    | Tempo     | Argento                                                                                     | Tempo     | Bronzo                                                                          | Tempo     |
| Canoa     |                                                                        |           |                                                                                             |           |                                                                                 |           |
| C1 200 m  | Valentyn Demyanenko                                                    | 39"855    | Alfonso Benavides                                                                           | 40"047    | Jurij Čeban                                                                     | 40"161    |
| C1 500 m  | Valentyn Demyanenko                                                    | 1'50"681  | Paweł Baraszkiewicz                                                                         | 1'50"693  | Dzianis Harasha                                                                 | 1'50"939  |
| C1 1000 m | Sebastian Brendel                                                      | 3'47"155  | Josif Chirila                                                                               | 3'49"645  | Jose Luis Bouza                                                                 | 3'50"065  |
| C1 5000 m | Sebastian Brendel                                                      | 24'07"383 | Jose Luis Bouza                                                                             | 24'15"819 | Lukáš Koranda                                                                   | 24'28"725 |
| C2 200 m  | Lituania Raimundas Labuckas Tomas Gadeikis                             | 37"416    | Bielorussia Dzmitry Rabchanka Aleksandr Vauchetskiy                                         | 37"866    | Ungheria Attila Bozsik Gábor Horváth                                            | 37"914    |
| C2 500 m  | Romania Alexandru Dumitrescu Victor Mihalachi                          | 1'41"641  | Azerbaigian Sergiy Bezugliy Maksym Prokopenko                                               | 1'41"689  | Polonia Roman Rynkiewicz Mariusz Kruk                                           | 1'41"959  |
| C2 1000 m | Russia Alexey Korovashkov Ilya Pervukhin                               | 3'28"584  | Bielorussia Andrėj Bahdanovič Aljaksandr Bahdanovič                                         | 3'28"614  | Romania Alexandru Dumitrescu Victor Mihalachi                                   | 3'28"818  |
| C4 1000 m | Ungheria Márton Tóth Mátyás Sáfrán Mihály Sáfrán Róbert Mike           | 3'16"042  | Bielorussia Andrėj Bahdanovič Dzmitry Rabchanka Aljaksandr Bahdanovič Aleksandr Vauchetskiy | 3'16"270  | Russia Ivan Kuznecov Rasul Ishmukhamedov Kirill Shamshurin Vladimir Chernyshkov | 3'16"528  |
| Kayak     |                                                                        |           |                                                                                             |           |                                                                                 |           |
| K1 200 m  | Piotr Siemionowski                                                     | 35"418    | Péter Molnár                                                                                | 35"460    | Ed McKeever                                                                     | 35"538    |
| K1 500 m  | Yury Postrygay                                                         | 1'39"418  | Anders Gustafsson                                                                           | 1'39"532  | Kasper Bleibach                                                                 | 1'39"550  |
| K1 1000 m | Max Hoff                                                               | 3'22"485  | Aleh Yurenia                                                                                | 3'25"029  | Fernando Pimenta                                                                | 3'25"881  |
| K1 5000 m | Aleh Yurenia                                                           | 20'45"612 | Eirik Verås Larsen                                                                          | 20'45"966 | René Holten Poulsen                                                             | 21'04"908 |
| K2 200 m  | Regno Unito Liam Heath Jonathon Schofield                              | 32"487    | Bielorussia Vadzim Machneŭ Raman Pjatrušėnka                                                | 32"775    | Svezia Anders Svensson Christian Svanqvist                                      | 32"793    |
| K2 500 m  | Bielorussia Vadzim Machneŭ Raman Pjatrušėnka                           | 1'30"355  | Slovacchia Erik Vlček Peter Gelle                                                           | 1'30"601  | Portogallo Emanuel Silva João Ribeiro                                           | 1'30"739  |
| K2 1000 m | Germania Andreas Ihle Martin Hollstein                                 | 3'07"095  | Russia Vitaly Yurchenko Vasily Pogreban                                                     | 3'07"827  | Ungheria Roland Kökény Rudolf Dombi                                             | 3'08"205  |
| K4 1000 m | Portogallo Fernando Pimenta João Ribeiro Emanuel Silva David Fernandes | 2'49"618  | Germania Max Hoff Marcus Groß Norman Bröckl Robert Gleinert                                 | 2'49"960  | Romania Ionel Gavrila Ştefan Vasile Toni Ioneticu Traian Neagu                  | 2'50"056  |

### Donne
| Evento              | Oro                                                                       | Tempo     | Argento                                                         | Tempo     | Bronzo                                                                | Tempo     |
| Canoa               |                                                                           |           |                                                                 |           |                                                                       |           |
| C1 200 m            | Maria Kazakova                                                            | 50"455    | Lydia Weber                                                     | 52"999    | Katsiaryna Herasimenka                                                | 53"275    |
| C2 500 m Esibizione | Bielorussia Daryna Kastsiushenka Svitlana Tulupava                        | 2'14"554  | Ungheria Kincső Takács Dorina Obermayer                         | 2'14"554  | Russia Vetra Bardak Anastasia Ganina                                  | 2'14"554  |
| Kayak               |                                                                           |           |                                                                 |           |                                                                       |           |
| K1 200 m            | Natalia Lobova                                                            | 40"120    | Maria Teresa Portela                                            | 40"282    | Teresa Portela                                                        | 40"300    |
| K1 500 m            | Danuta Kozák                                                              | 1'51"552  | Inna Osypenko-Radomska                                          | 1'53"154  | Ewelina Wojnarowska                                                   | 1'54"204  |
| K1 1000 m           | Katalin Kovács                                                            | 3'55"232  | Antonija Nađ                                                    | 3'57"716  | Edyta Dzieniszewska                                                   | 4'02"732  |
| K1 5000 m           | Maryna Paltaran                                                           | 23'12"661 | Lani Belcher                                                    | 22'21"415 | Ludmila Galushko                                                      | 23'28"315 |
| K2 200 m            | Ungheria Danuta Kozák Katalin Kovács                                      | 37"820    | Germania Tina Dietze Franziska Weber                            | 38"036    | Bielorussia Maryna Paltaran Volha Khudzenka                           | 38"300    |
| K2 500 m            | Ungheria Tamara Csipes Katalin Kovács                                     | 1'40"207  | Polonia Aneta Konieczna Beata Mikołajczyk                       | 1'40"339  | Russia Yuliana Salakhova Anastasia Sergeeva                           | 1'41"671  |
| K2 1000 m           | Ungheria Tamara Csipes Gabriella Szabó                                    | 3'31"741  | Germania Tina Dietze Franziska Weber                            | 3'32"629  | Russia Yuliana Salakhova Anastasia Sergeeva                           | 3'34"927  |
| K4 500 m            | Bielorussia Volha Khudzenka Iryna Pamialova Nadzeya Papok Maryna Paltaran | 1'33"088  | Ungheria Dalma Benedek Danuta Kozák Anna Kárász Gabriella Szabó | 1'34"006  | Germania Tina Dietze Carolin Leonhardt Silke Hoermann Franziska Weber | 1'34"834  |